# Dalibor Čutura
Dalibor Čutura (en serbi: Далибор Чутура; nascut el 14 de juny de 1975 a Sombor, Sèrbia) és un jugador d'handbol serbi que juga pel club HCM Constanţa romanès i l'equip nacional de Sèrbia.
Anteriorment va jugar a la lliga ASOBAL amb l'Arrate i l'Ademar de Lleó.
És germà de Davor Cutura (quatre anys més jove), jugador que va jugar al BM Granollers.
Al Campionat d'Europa d'Handbol masculí de 2012 hi va guanyar la medalla d'argent amb la selecció sèrbia. En aquest campionat va debutar amb la selecció. Va jugar també amb la selecció sèrbia als Jocs Olímpics de 2012.